# Loup de Troyes
Pour les articles homonymes, voir Saint Loup et Loup.
Saint Loup, ou saint Leu, est un évêque de Troyes, compagnon de Germain d'Auxerre et protecteur de sa cité face à Attila. Il est mort en 479. Il est fêté le 29 juillet (d.n. : dies natalis, jour de sa naissance, sous-entendu : au ciel, c'est-à-dire jour de sa mort).

## Sources évoquant saint Loup
La source principale permettant de connaître la vie de saint Loup est la Vita Lupi ou "Vie de saint Loup", hagiographie écrite après sa mort. Il existe deux versions de cette Vita. La seconde étant l'objet de critiques, c'est la première version qui semble la plus fiable. Sa datation a été sujet à polémique entre Bruno Krusch et Louis Duchesne. Isabelle Crété-Protin a récemment avancé des preuves permettant de situer sa rédaction dans les années 511-731, soit relativement peu de temps après la mort du saint.
La version latine de la Vita a été publiée par Bruno Krusch  tandis qu'Isabelle Crété-Protin en offre un résumé et une critique en français.
La Vita Germani ou "Vie de saint Germain" nous éclaire quant à elle sur la mission de Loup en Grande-Bretagne.
Enfin, quelques textes médiévaux évoquent certains passages de la vie de saint Loup, comme quelques lettres de Sidoine Apollinaire. On connait aussi une lettre écrite de la main de saint Loup, datée de 454.

## La vie de saint Loup

### Enfance et jeunesse
Lupus, fils d'Épiroque, est né parmi les Leuques dans les environs de Toul, vers 395. Son père nommé Épiroque étant décédé, c'est son oncle Alistique qui le prend en charge. Il effectue alors des études de rhétorique et de latin pour enfin être avocat. Il se marie avec Piméniole, cousine de saint Hilaire d'Arles. Après sept ans de mariage, les époux choisissent ensemble de devenir moine et moniale et se séparent. 

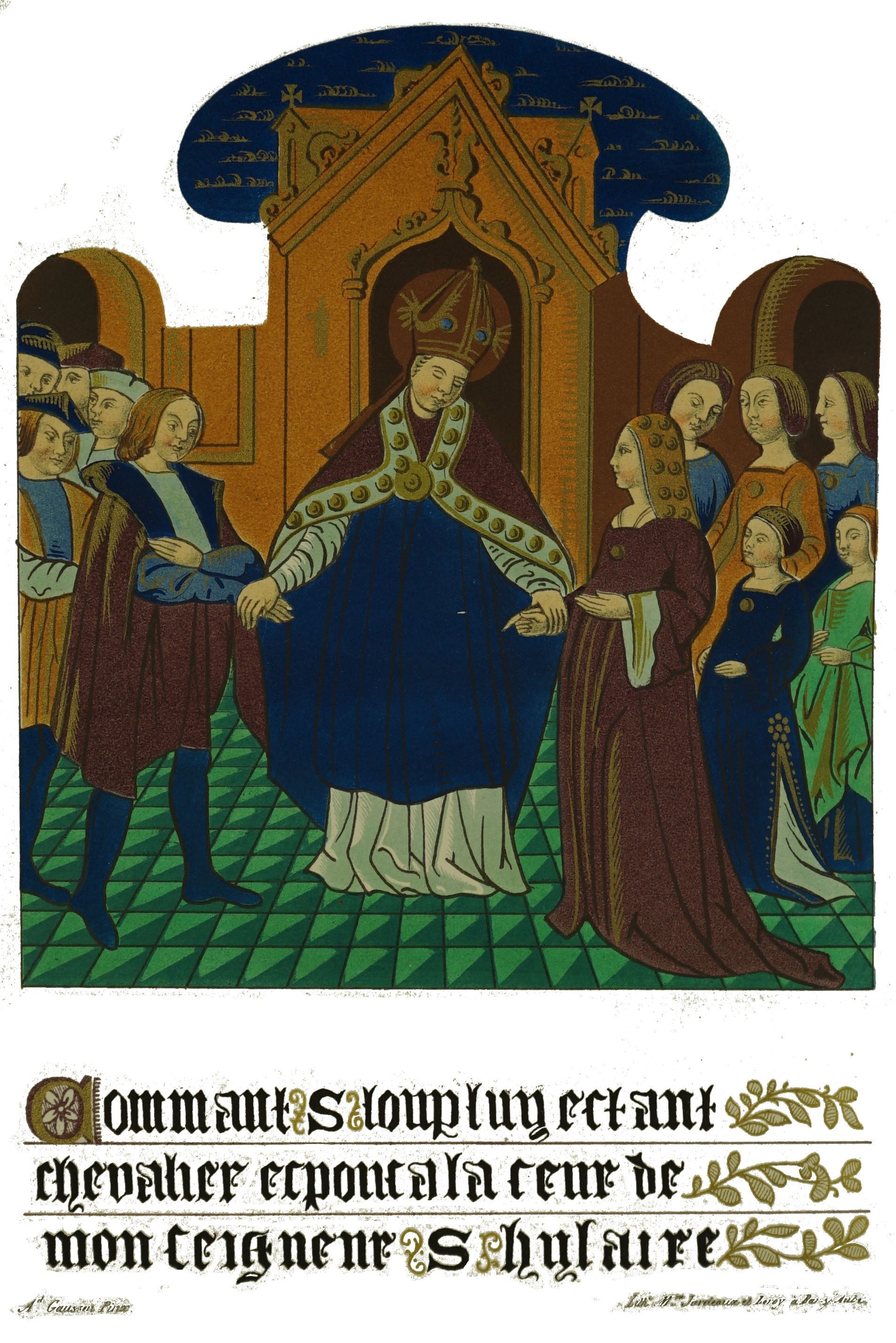
Loup et Piméniole sont mariés par saint Hilaire d'Arles, frêre de Piméniole.

### Les débuts de sa carrière ecclésiastique
Loup intègre le monastère de Lérins. Cette abbaye, située sur une île à proximité de Cannes, est célèbre pour sa discipline et son ascèse très strictes. Elle a été fondée par saint Honorat d'Arles. Loup en retirera un mode de vie très dépouillé qu'il conservera toute sa vie, mais aussi une certaine réputation. Un tel parcours est assez courant à l’époque : nombre de jeunes nobles entament une carrière ecclésiastique.
En 426, il se rend à Mâcon pour se séparer d'un dernier bien qu'il possédait. L'évêque de Troyes Ursus étant récemment décédé, le chapitre de la cathédrale décide spontanément de l'élire comme évêque, contre son gré (la Vita Lupi utilise le mot « raptus » - rapt - pour désigner cette nomination). Cette nomination forcée est un topos présent dans de nombreuses vies de saints évêques, afin de mettre en avant leur humilité.

### Sa mission en Grande-Bretagne
En 429, un concile le choisit, avec Germain d'Auxerre, pour aller prêcher en Grande-Bretagne contre l'hérésie pélagienne qui s'y était propagée. La Vita Lupi ne fait qu'évoquer cette mission, c'est donc la Vita Germani (Vie de Germain) qui nous informe sur ce passage de sa vie. Le premier rôle y est évidemment laissé à saint Germain. 
Les évêques commencent par gagner Paris et rencontrent sainte Geneviève, encore enfant, à Nanterre. Là, saint Germain sent son aura sainte parmi la foule et la recommande à Dieu au cours d'une messe. Puis, les deux saints embarquent pour la Bretagne. L'embarquement se fait probablement à Lillebonne, suite logique de la route qui mène de Nanterre à l’Angleterre, suivant les principaux axes routiers de l’époque,. La traversée de la Manche est difficile, à la suite d'une violente tempête. 
Arrivés en Grande-Bretagne, les deux hommes tentent de ramener les fidèles bretons dans l’orthodoxie. Ils organisent un débat public avec les chefs pélagiens et réussissent à les confondre aux yeux de tous. Les fidèles sont définitivement convaincus grâce à un miracle de guérison effectué par Germain : il aurait redonné la vue à une jeune fille aveugle . Enfin, les deux évêques aident à repousser une invasion lancée par un groupe de Saxons.

### Un défenseur de sa cité face à Attila

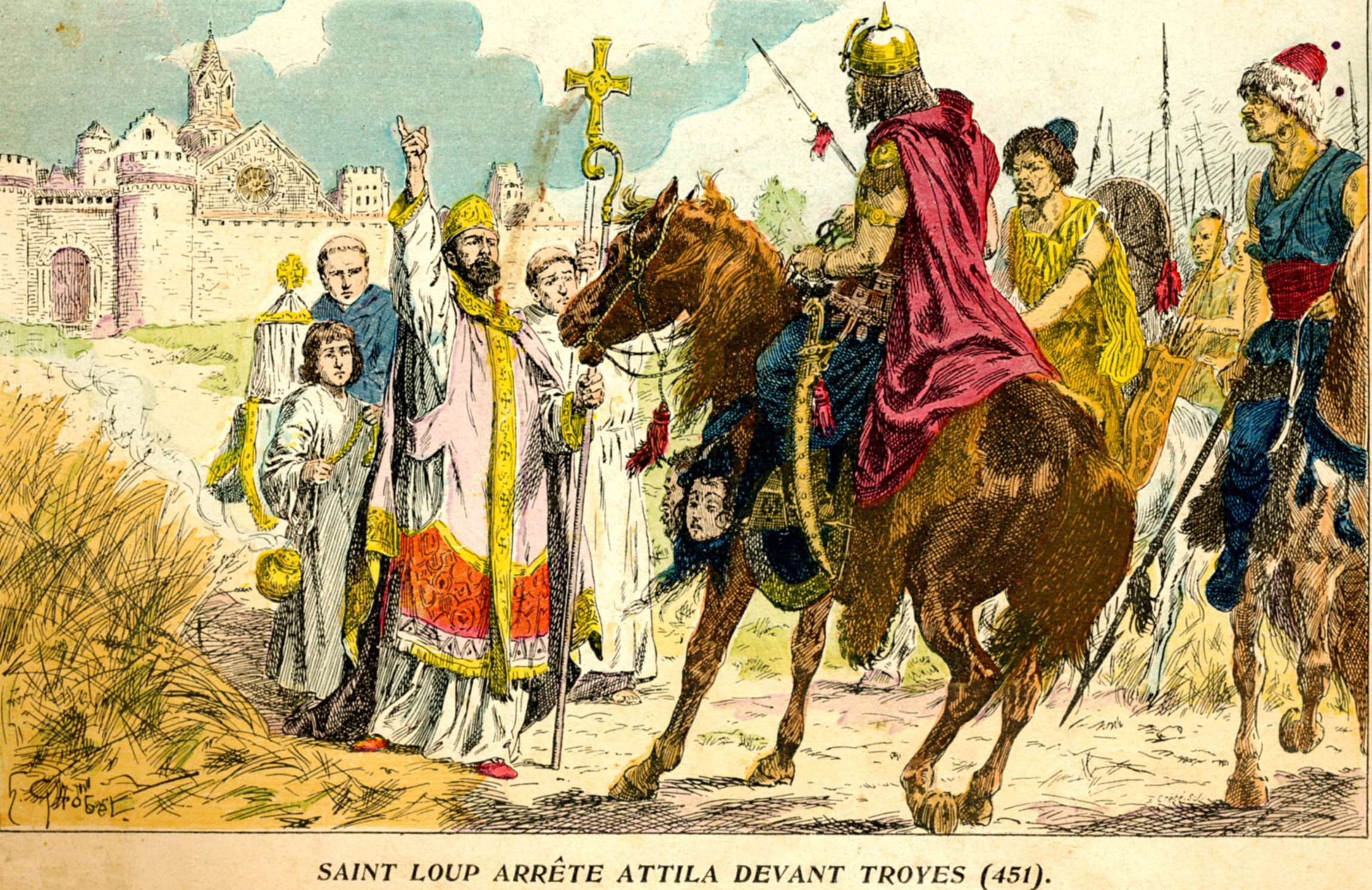
Saint Loup arrête Attila devant Troyes (451). Lithographie en couleurs par E. Crété d'après une illustration de H. Grobet, Histoire de France, Paris, Émile Guérin, 1902.

Loup rentre alors dans son diocèse où il accomplit plusieurs hauts faits, à commencer par défendre sa cité face aux invasions. 
En 451, Attila, chef des Huns, effectue une percée en Gaule au retentissement considérable. Il ravage Reims, Cambrai, Auxerre... Le chef romain Aétius finit par l'arrêter lors de la bataille des champs catalauniques, lieu proche de Châlons. En se repliant en direction de la Seine, le chef hun vient à passer par Troyes . La ville n'a aucun moyen de défense face au barbare et à ses troupes : son mur d'enceinte est largement vétuste . 

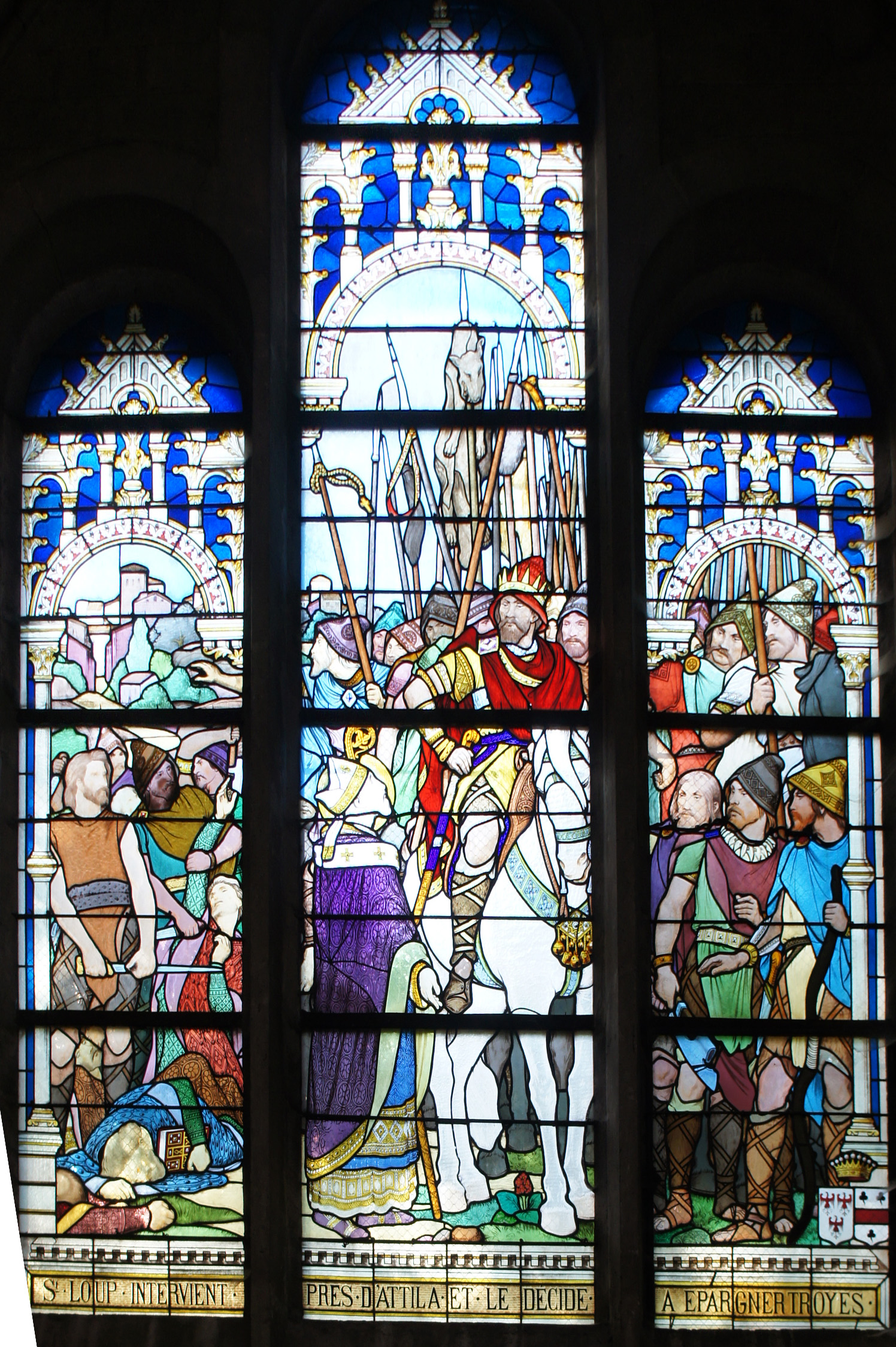
Loup sauve la ville de Troyes face à Attila.

Loup envoie donc saint Mesmin et Camélien à la tête d'une délégation pour rencontrer Attila. Mais ce dernier massacre les ambassadeurs, faisant de Mesmin un martyr. Camélien, lui, survit à ses blessures et deviendra le successeur de saint Loup sur le siège épiscopal de Troyes. L'évêque part donc lui-même à la rencontre d’Attila aux portes de la cité. Les deux hommes discutent et c'est à cette occasion qu'Attila s'attribue le titre resté célèbre de « Fléau de Dieu ». La Vita Lupi est un des premiers récits où Attila s’attribue lui-même ce titre. Loup ne se laisse pas impressionner et répond qu’il se soumet à la punition divine qu’Attila prétend représenter, mais il le met aussi en garde en lui conseillant de ne pas abuser du pouvoir que Dieu lui aurait confié. Marqué par cette abnégation, Attila laisse la ville en paix et continue son chemin. Il prend cependant Loup en otage afin de couvrir sa retraite. Loup sera libéré près du Rhin. Attila se recommande à ses prières et lui demande même de l'accompagner plus longuement. La semi-conversion dont fait preuve Attila, ainsi que le sauvetage de la ville de Troyes, assurent à Loup une intense renommée . Cet épisode le montre comme un évêque fort, protecteur de sa cité, en des temps où l'autorité traditionnelle (l'autorité romaine) est en voie d’effondrement sous le coup des invasions. L'histoire de cette époque compte de nombreux évêques qui investissent ainsi le pouvoir politique laissé vacant par Rome .
Après l’épisode hunnique, Loup cherche à protéger ses ouailles des invasions. Il part donc à la recherche d’un refuge pour la ville de Troyes. Il semblerait en outre que ses relations avec Attila fussent perçues par les Romains comme complices, d’où un exil forcé, du moins est-ce l’interprétation communément admise de ce passage assez obscur de la Vita Lupi. Toujours est-il que Loup gagne le refuge de Latisco (qu'on estime aujourd'hui être le mont Lassois, en Côte-d’Or, à 60 km de Troyes). Il y transporte donc son siège épiscopal. Soit revenu en grâce, soit lassé de l’insuccès de son refuge auprès des Troyens, Loup quitte Latisco après deux ans passés là-bas.

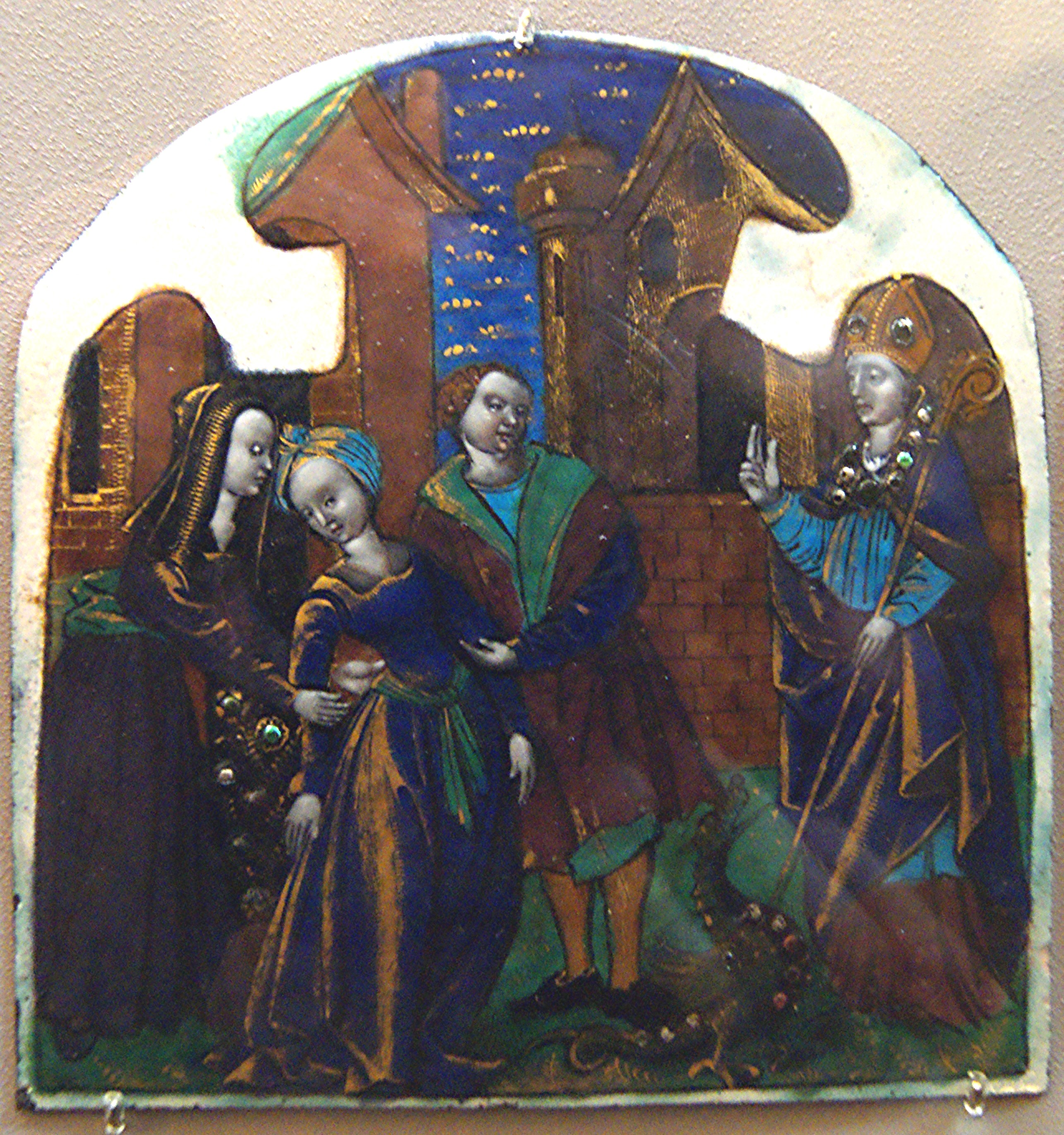
Saint Loup exorcise une jeune fille muette. Le dragon à leurs pieds symbolise le diable à l'origine de la possession et de la mutité de la jeune fille.

### Les miracles attribués à saint Loup
Plusieurs miracles sont attribués à saint Loup :
- il obtient la libération d'otages retenus par Gébavult, miracle qu'il effectue au moyen d'une simple lettre envoyée au barbare et qui suffit à le faire céder[20] ;
- il effectue la résurrection du fils de Germanicus, un grand seigneur[21] ;
- il effectue l'exorcisme d'une jeune fille rendue muette[21] ;
- il guérit une femme paralytique[21] ;
- après sa mort, un esclave se réfugie sur son tombeau pour échapper à son maître qui cherche à l'assassiner. Loup retient le bras du maître et le frappe de maladie[22].

Ces miracles montrent Loup comme un évêque soucieux du bien-être de ses ouailles et comme un saint guérisseur.

### Mort et sépulture
Loup s'éteint à 84 ans, en 479. Sa dépouille est déposée dans l'abbaye Saint-Loup de Troyes qu'il a fondée de son vivant. Sa sépulture sert à échanger un serment entre les trois fils de Clotaire Ier pour sceller leur réconciliation en 574. Elle est victime de plusieurs dégradations au cours des siècles (incendie, destruction par les Vikings). Il ne resterait de sa dépouille qu'un fragment de crâne, aujourd'hui exposé au sein du trésor de la cathédrale Saint-Pierre-et-Saint-Paul de Troyes.

## La fête de la « Chair-salée » à Troyes
Une fête populaire se déroulant chaque année à Troyes utilisait la figure de l'évêque Loup, au moment des Rogations.
Au cours de cette fête, une effigie de dragon réalisée en bronze et juchée en haut d'un mât était promenée en procession dans la ville, trois jours durant. Le troisième jour, sa queue et sa tête étaient rabattues pour symboliser la victoire de saint Loup sur cette bête maléfique, elle retournait ensuite à abbaye Saint-Loup de Troyes où elle était rangée jusqu'à l'année suivante.
Cette procession religieuse serait le fruit d'une légende populaire selon laquelle saint Loup aurait défendu la cité troyenne face à un dragon. La dépouille de la bête vaincue aurait été ensuite salée afin de la conserver, d'où le nom de « Chair-salée ».
Cette fête daterait au moins du XVIe siècle, date du premier témoignage à son sujet, et a cessé d'être célébrée au XVIIIe siècle, l'autorité ecclésiastique souhaitant mettre fin aux pratiques jugées trop païennes.

## Saint Loup et l'art

### Les représentations artistiques de saint de Loup de Troyes
L'art religieux génère au cours des siècles de nombreuses représentations de saint Loup, sur des supports divers : statues (portail nord de l'église des Noës-près-Troyes), vitraux (baie 29b de la cathédrale Notre-Dame de Chartres, dit "vitrail de saint Germain"), enluminures (folio 635 du Bréviaire de Salisbury), sceaux (sceau de l'abbaye Saint-Loup), émaux (émaux de la châsse de saint Loup conservés au trésor de la cathédrale Saint-Pierre-et-Saint-Paul). Pour le seul Moyen Âge, 42 représentations ont ainsi été recensées.
Ces représentations le montrent sous sa forme archétypale ou le mettent en scène lors de moments forts de sa Vita.

L'une des plus remarquables est la série des émaux (émail, verre) de la châsse de saint Loup. En effet, Nicolas Forjot (abbé de saint Loup), commande une châsse destinée à recueillir le fragment de crâne attribué à saint Loup à l’orfèvre Jean Papillon, qui la lui livre en 1505. Cette dernière représente le chef de Loup. Elle est surtout ornée de seize émaux de forme trilobée, peints sur des plaques de bronze après une sous-couche d'émail blanc. Ils sont attribués au maître du triptyque de Louis XII, et ont donc été réalisés à Limoges. Chacun représente une scène marquante de la vie de Loup (séparation avec Piméniole, traversée de la Manche, discussion avec Attila, exorcisme d'une jeune fille...). Le dessin y fait preuve du style gothique international. La châsse a été détruite au cours de la Révolution mais les émaux ont été conservés et sont aujourd'hui exposés au sein du trésor de la cathédrale Saint-Pierre-et-Saint-Paul.

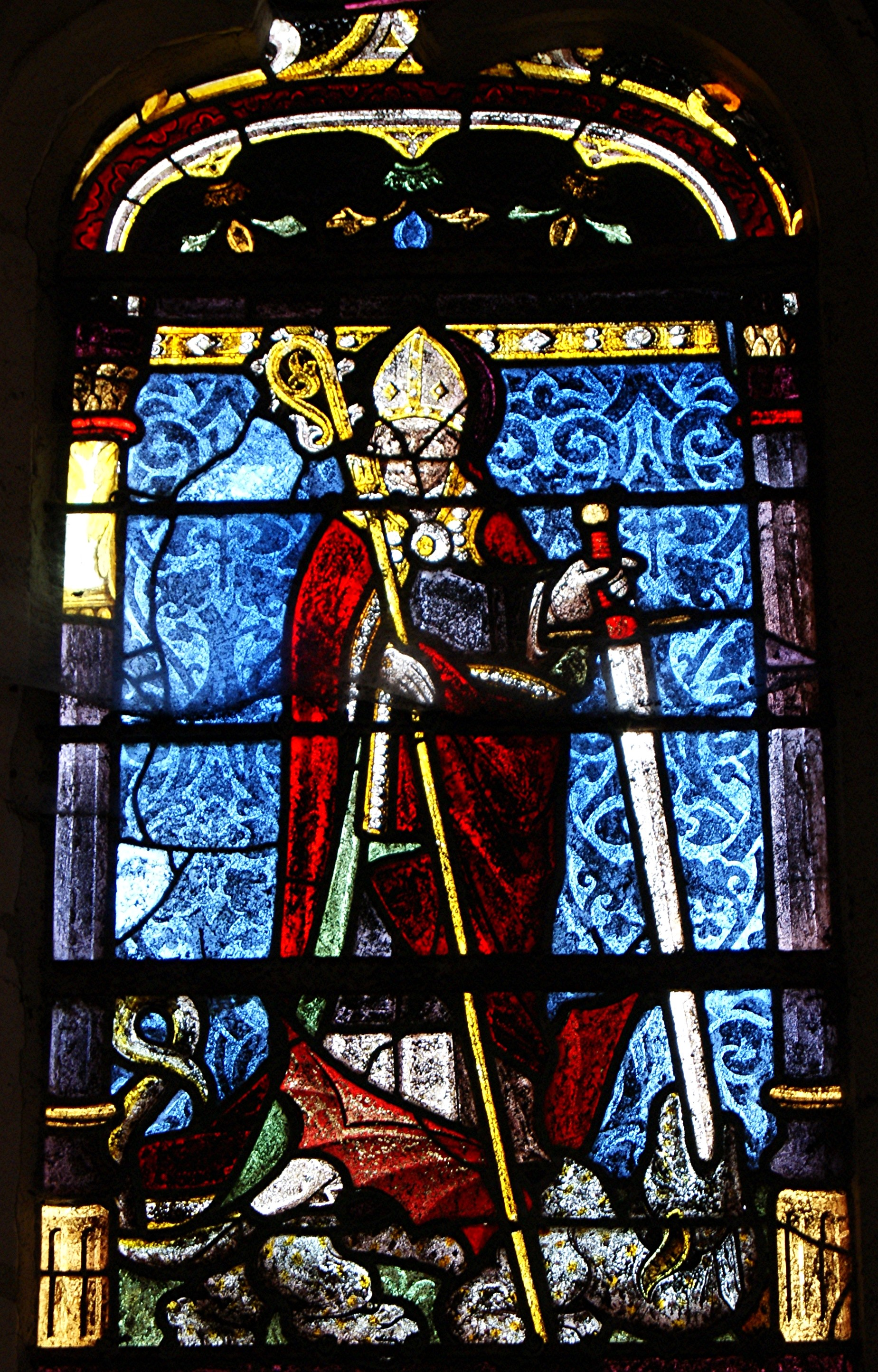
Ici, une représentation archétypale de saint Loup : habillé en évêque (mitre et crosse), portant une épée lame vers le bas, pointée sur un dragon couché à ses pieds.

### La représentation archétypale de saint Loup
Représenté dans son archétype, Loup arbore une tenue d'évêque (mitre, crosse), il tient une épée lame vers le bas et foule un dragon au pied.
Une interprétation facile de cette représentation voudrait y voir la figuration de la légende de la Chair-salée, où Loup vainc un dragon.
Cependant, les premières représentations archétypales de Loup excluent le dragon : il est représenté en évêque avec une épée sans dragon, ou foulant du pied le Hun Attila. Ça n'est qu'au XVe siècle que le dragon apparaît sous ses pieds... alors que la fête de la Chair-salée n'est elle-même attestée qu'à partir du XVIe siècle. 
On peut donc penser que l'archétype de Loup a d'abord été représenté avec une épée, symbolisant ainsi le Verbe apostolique qu'il utilise face aux forces diaboliques (comme lors de l'exorcisme d'une jeune fille relaté dans sa Vita), ou foulant Attila (représentant de forces maléfiques lui aussi). Puis, le dragon est venu au cours des siècles sur ses figurations afin de cristalliser symboliquement le mal auquel le saint a été confronté sa vie durant (Attila, exorcisme, hérésie pélagienne...). Ce serait alors à partir de ces représentations que la légende de la Chair-salée et du dragon vaincu auraient vu le jour, donnant naissance à la procession des Rogations.
La légende populaire de l'évêque et du dragon (la Chair-salée) serait donc née de la représentation archétypale de saint Loup, et non l'inverse. Louis Réau a démontré un phénomène similaire pour d'autres saints, tel saint Georges de Lydda.